# Peider Lansel
Peider Lansel (Pisa, 15 augustus 1863 - Genève, 8 december 1943) was een Zwitsers dichter.

## Biografie
Lansel werd geboren in Pisa, in Italië, maar was afkomstig van Sent in het kanton Graubünden. In zijn poëzie wist hij de Reto-Romaanse literaire taal een nieuwe impuls te geven.